# Ricardo Jay Lung
Ricardo Jay Lung (* 16. Januar 1970 in Panama) ist ein panamaischer Skilangläufer.

## Biographie
Jay Lung wurde in Panama geboren, wuchs jedoch zu einem großen Teil in den USA auf, wo er auch mit dem Langlaufsport in Berührung kam.
2023 nahm er als erster panamaischer Sportler an Nordischen Skiweltmeisterschaften teil. Bei den Wettkämpfen in Planica belegte er über 15 km Freistil den 154. und vorletzten Platz. Für den Sprint war Jay Lung zwar gemeldet, trat jedoch aus nicht näher bekannten Gründen nicht zum Rennen an.
Jay Lung lebt heute im Bundesstaat Michigan.

## Erfolge

### Weltmeisterschaften
- Planica 2023: 154. 15 km Freistil, DNS Sprint klassisch